# Dina Boluarte
Dina Ercilia Boluarte Zegarra (Chalhuanca, 31 de maio de 1962) é uma política, funcionária pública e advogada peruana que atualmente atua como presidente do Peru desde 7 de dezembro de 2022. Ela serviu como a primeira vice-presidente e ministra do Ministério do Desenvolvimento e Inclusão Social do presidente Pedro Castillo. Antes disso, ela atuou como funcionária do Registro Nacional de Identificação e Estado Civil (RENIEC) de 2007 a 2022.
Boluarte é a primeira mulher a se tornar presidente do Peru. Ela foi empossada após um autogolpe de estado fracassado do presidente Pedro Castillo, que resultou em seu impeachment, destituição e prisão. Sua presidência ocorre durante um período de turbulência política no Peru que começou em 2017, já que ela é a sexta presidente em cinco anos.
Durante seus primeiros dias como presidente, protestos pró-Castillo surgiram em todo o Peru, durante os quais as autoridades perpetraram o massacre de Ayacucho e o massacre de Juliaca. A procuradora-geral do Peru, Patricia Benavides, anunciou investigações em 10 de janeiro de 2023 para determinar se Boluarte, o primeiro-ministro Alberto Otárola, o ministro do Interior Víctor Rojas e o ministro da Defesa Jorge Chávez cometeram genocídio e homicídio agravado.
Boluarte criou uma coalizão com o Congresso de direita do Peru, que havia perdido, mas não concedeu a eleição geral peruana de 2021, e as Forças Armadas do Peru, levando o cientista político Daniel Encinas a levantar preocupações sobre a formação de um governo civil-militar. Ela é uma das líderes mais impopulares do mundo, com uma taxa de aprovação de 2% em março de 2025.

## Início da vida e educação
Boluarte nasceu em Chalhuanca, Apurímac, em 31 de maio de 1962. Formou-se como advogada pela Universidade de San Martín de Porres e fez pós-graduação nessa universidade.

## Início da carreira
Boluarte é presidente do Clube Apurímac de Lima. Trabalha no Registro Nacional de Identificação e Estado Civil como advogada e funcionária desde 2007. 
Ela concorreu sem sucesso a prefeita do distrito de Surquillo, em Lima, em 2018, representando o partido Peru Livre. Também participou das eleições parlamentares extraordinárias em 2020 para o Peru Livre, embora não tenha obtido uma cadeira no Congresso.

## Vice-presidência (2021–2022)

### Eleição
Na eleição presidencial de 2021, ela fez parte da chapa presidencial de Pedro Castillo, que saiu vitoriosa no segundo turno.
Durante a campanha, Boluarte foi amplamente vista por se posicionar de forma mais moderada do que Castillo, dizendo que não apoiaria a anulação do Tribunal Constitucional do Peru, mas ainda afirmou que "a classe média rica de Lima certamente deixará de ser uma classe média rica".

### Conflitos com o Peru Livre

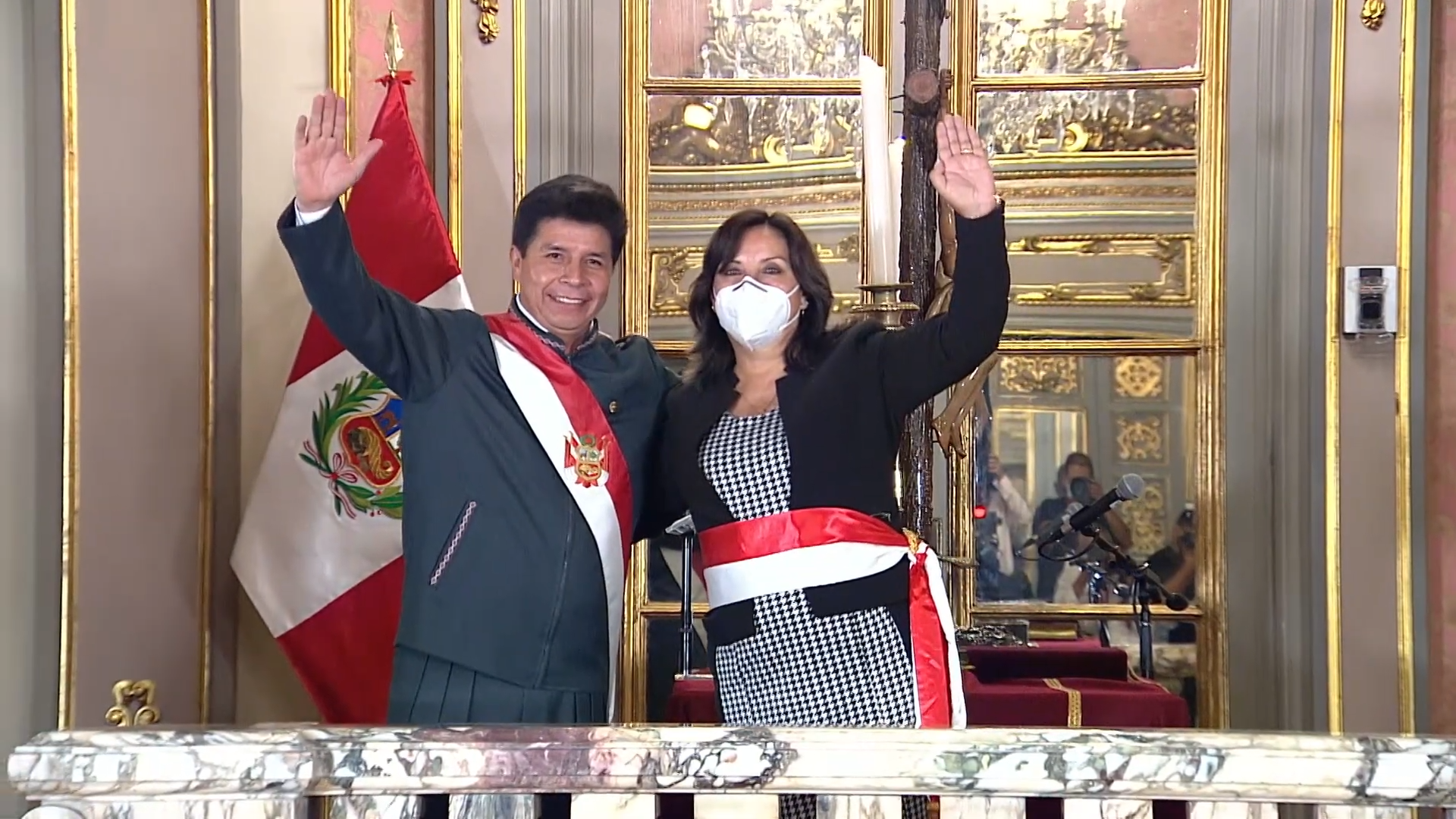
Boluarte com Castillo no Palácio do Governo em 2022

Em 29 de julho de 2021, foi nomeada ministra do Desenvolvimento e Inclusão Social do governo de Pedro Castillo.
Em 23 de janeiro de 2022, durante entrevista ao La República, Boluarte afirmou que nunca abraçou a ideologia do Peru Livre. O secretário-geral do partido, Vladimir Cerrón, posteriormente expulsou Boluarte do Peru Livre e postou no Twitter: "Leais sempre, traidores nunca." Cerrón também afirmou que o comentário de Boluarte ameaçava a unidade do partido.
Posteriormente, membros do partido solicitaram sua expulsão, afirmando que Boluarte "nada mais faz do que criar divisão e desacreditar a imagem" de Cerrón. 
Em 25 de novembro de 2022, ela renunciou ao cargo de ministra do Desenvolvimento e Inclusão Social, mas permaneceu como primeira vice-presidente. 
Em 5 de dezembro de 2022, após votar 13 a favor e 8 contra, uma reclamação constitucional foi apresentada pelo Subcomitê de Acusações Constitucionais contra Boluarte, alegando que ela dirigia um clube privado denominado Clube Apurímac (espanhol: Club Departamental de Apurímac) enquanto ela era a ministra do Desenvolvimento.

## Presidência (desde 2022)

### Posse
Em 7 de dezembro de 2022, durante a crise política peruana quando Pedro Castillo tentou dissolver o Congresso da República do Peru durante o processo de impeachment contra ele, Boluarte condenou a medida como uma "ruptura da ordem constitucional" e assumiu a presidência após o impeachment de Castelo. Boluarte tornou-se assim a primeira mulher presidente do Peru.
A presidência de Boluarte é a instância mais recente na história peruana em que o primeiro vice-presidente sucedeu a um presidente que não podia mais servir, depois que o primeiro vice-presidente Martín Vizcarra se tornou presidente após a renúncia do presidente Pedro Pablo Kuczynski em 2018. O Peru teve sete presidentes de 2015 a 2022. 
Em seu primeiro discurso ao Congresso, ela denunciou o presidente Castillo e declarou sua vontade de formar um governo de unidade nacional para resolver a atual crise política. Na formação de seu governo, ela consultou todos os principais partidos, mas não selecionou nenhum membro do Congresso. Em vez disso, ela formou o que foi amplamente visto como um governo tecnocrático liderado por Pedro Angulo Arana, um advogado que enfrentou 13 investigações criminais desde sua nomeação em dezembro de 2022, incluindo abuso de autoridade, abuso da administração pública, abuso da fé pública, chantagem, extorsão e outros.
Observadores comentaram que, com os protestos crescentes e uma base de apoio indefinida, o governo de Boluarte provavelmente não terá espaço, nem do Congresso nem do povo, para triunfar.
Uma pesquisa realizada pelo IEP em outubro de 2023 revelou que 84% dos inquiridos desaprovavam a forma como Boluarte estava a conduzir o país, com apenas 10% dos inquiridos a aprovarem a presidência de Boluarte.

#### Reconhecimento
Líderes estrangeiros têm sido mistos em seu reconhecimento a Boluarte.
Os presidentes Luiz Inácio Lula da Silva do Brasil e Gabriel Boric do Chile reconhecem Boluarte. Os Estados Unidos reconheceram Boluarte como presidente. A Espanha também apoiou, defendendo o retorno à "ordem constitucional".
Líderes como Nicolás Maduro da Venezuela, Andrés Manuel López Obrador do México, Gustavo Petro da Colômbia, Alberto Fernández da Argentina e Luis Arce da Bolívia denunciaram o governo de Boluarte como um golpe de direita no estilo da boliviana Jeanine Áñez durante a crise política boliviana em 2019. Os presidentes posteriores continuam a apoiar as alegações de Pedro Castillo de que ele é o presidente legítimo sob um "governo de exceção".

### Protestos pró-Castillo em 2022

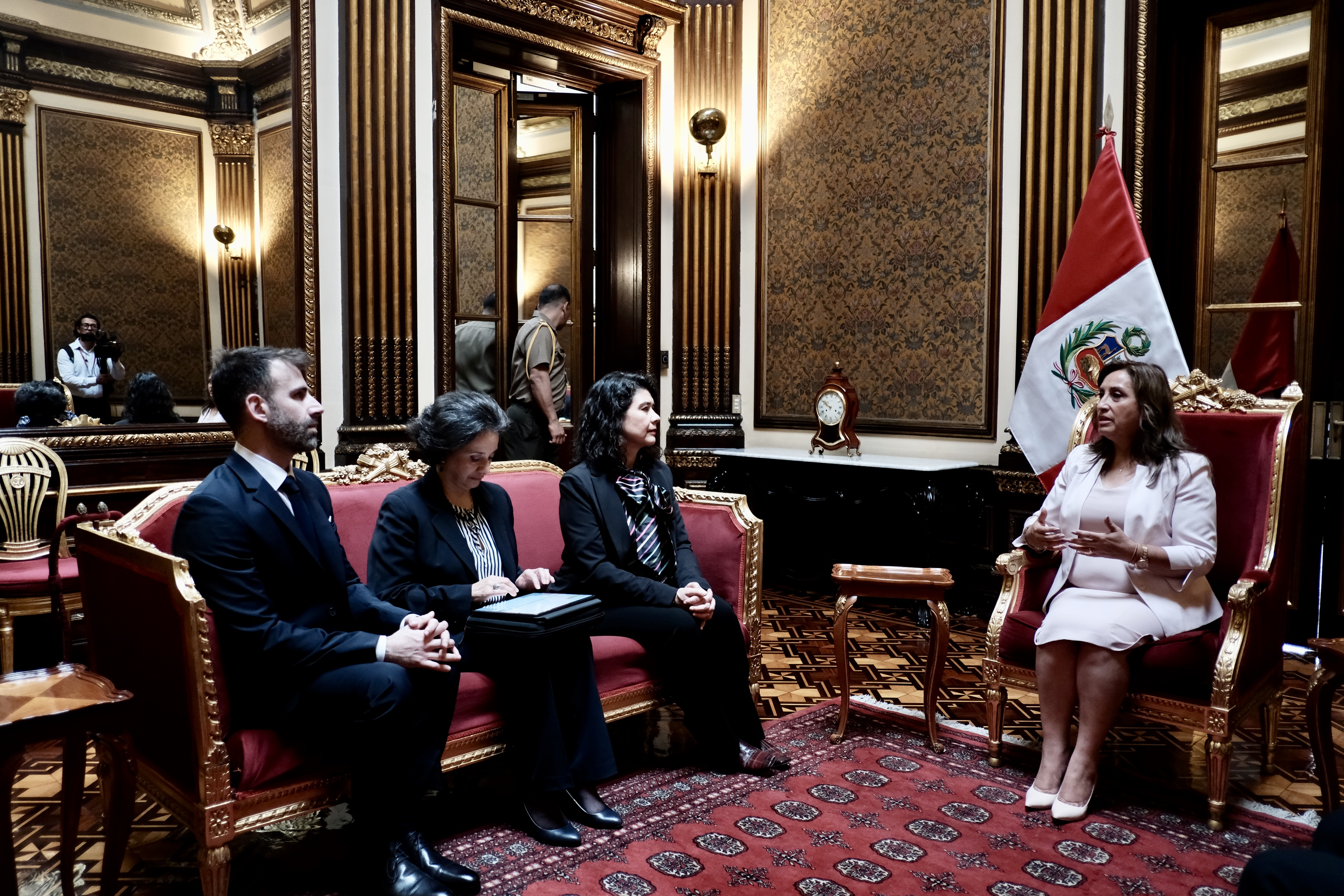
Representantes da CIDH reunidos com a presidente Boluarte durante os protestos no Peru em 2022

Segundo a CNN, o governo Boluarte "respondeu aos manifestantes com pau e cenoura; o presidente Boluarte ofereceu a possibilidade de realizar eleições antecipadas, enquanto seu ministro da Defesa, Luis Alberto Otárola, declarou esta semana estado de emergência e enviou tropas para a rua." Em 12 de dezembro, após os protestos que eclodiram após a destituição de Pedro Castillo, a presidente Boluarte anunciou que ela e o Congresso concordaram em mudar a próxima eleição geral de abril de 2026 para abril de 2024. Em 14 de dezembro, Alberto Otárola, Ministro da Defesa de Boluarte, declarou estado de emergência por 30 dias para reprimir “atos de violência e vandalismo”. 
Respondendo aos protestos, Boluarte disse não entender por que alguém protestaria contra ela e apoiou a resposta repressiva das autoridades. A resposta de Boluarte foi amplamente condenada por ONGs, embora fosse apoiada por partidos de direita no Congresso. A chefe da Amnistia Internacional para as Américas, Erika Guevara-Rosas, pediu moderação governamental, dizendo: "A repressão do Estado contra os manifestantes está apenas aprofundando a crise no Peru." Os protestos foram, em sua maioria, os mais ferozes e perturbadores em regiões de maioria quíchua, centro de apoio de Castillo. Dada a dureza da resposta do governo de Boluarte, isso levou alguns a fazer uma comparação entre as ações de Boluarte e as de governos anti-nativos anteriores do Peru, que fizeram comparações entre grupos indígenas e o Sendero Luminoso, para persegui-los. Bolaurte também afirmaria que as manifestações ocorreram devido a chantagens e provocações de autoridades bolivianas.

#### Reorganização de gabinete
Boluarte nomearia seu ministro da Defesa, Alberto Otárola, seu primeiro-ministro em 21 de dezembro de 2022. Além do primeiro-ministro, ela nomeou um novo ministro do Interior, ministro da Defesa e ministro da Educação. O novo ministro da Educação de Boluarte, Óscar Becerra, teria um histórico de ser fujimorista e fazer comentários homofóbicos. Em 5 de março de 2024, o Primeiro-Ministro Alberto Otárola foi obrigado a demitir-se depois de ter sido implicado num caso de tráfico de influências.

#### Massacre de Juliaca
Pelo menos 18 pessoas foram mortas e mais de 100 feridas pela polícia em resposta aos protestos em Juliaca, com todas as mortes atribuídas a ferimentos à bala. Ao discutir a violência, Boluarte disse que a Bolívia era responsável, afirmando que "hoje sabemos que um tipo de arma de fogo e munições teria entrado no país pelo sul do Peru" e que os manifestantes não foram baleados pelas autoridades, dizendo que a munição encontrada em vítimas foi utilizado "nem pela Polícia Nacional nem pelas Forças Armadas". De acordo com La República, vídeos e evidências fotográficas mostraram que o PNP usou rifles longos para disparar contra manifestantes e indivíduos próximos. Dany Humpire Molina, ex-gerente de Perícia do Ministério Público e doutor em ciências forenses, afirmou que "Os projéteis parecem ter sido disparados por fuzis AKM, que são armas usadas pela Polícia Nacional, … Se o projéteis foram encontrados dentro do corpo, eles são descritos como penetrantes. Quando os tiros são do tipo penetrante, como é o caso, são de longa distância. E se o protocolo de necropsia determinar que eles foram por trás, isso significa que, no hora do tiroteio, os manifestantes corriam, fugiam". Edgar Stuart Ralón Orellana da Comissão Interamericana de Direitos Humanos, afirmou que "não encontramos nas pessoas algo que disse que estão respondendo a algum tipo de outra organização, mas uma manifestação autêntica de um descontentamento com o abandono que aquela região (Puno) teve historicamente". O ex-chefe da Direção Nacional de Inteligência (DINI), general Wilson Barrantes Mendoza, também criticou a resposta de Boluarte, afirmando que as acusações de envolvimento estrangeiro eram "uma distração para confundir a população, observando que tem um componente externo. Tudo o que estamos a viver é interno" e que a acusação de "uma 'insurgência terrorista' é estúpida".

#### Investigações criminais
Em 10 de janeiro de 2023, a procuradora-geral do Peru, Patricia Benavides, anunciou investigações pelos supostos crimes de genocídio, homicídio qualificado e ferimentos graves contra Boluarte, junto com o primeiro-ministro Alberto Otárola, o ministro do Interior Víctor Rojas e o ministro da Defesa Jorge Chávez.

#### Sopros de corrupção
Em março de 2024, o Ministério Público do Peru começou a investigar Boluarte por corrupção e enriquecimento ilícito depois de ela ter sido vista a usar relógios Rolex de luxo em eventos públicos, tendo a controvérsia sido apelidada de "Rolexgate". A utilização de relógios Rolex por Boluarte foi noticiada pela primeira vez pelo sítio Web de notícias La Encerrona em 14 de março de 2024; o sítio analisou cerca de 10 000 imagens e descreveu em pormenor a forma como os seus relógios se tornaram cada vez mais luxuosos à medida que o seu tempo de serviço público avançava. Um dos relógios Rolex que Boluarte utilizava era três vezes superior ao seu salário mensal. Quando questionado sobre os seus relógios numa conferência de imprensa a 15 de março, Boluarte afirmou que "o que tenho é o resultado do meu esforço e do meu trabalho". Embora Boluarte tenha afirmado que o relógio Rolex era um modelo antigo, o La República contactou uma relojoaria americana que afirmou que o modelo era possivelmente de 2023 e o avaliou em 19.535 dólares. Dias mais tarde, Henry Shimabukuro, um empresário que ajudou na campanha política de Boluarte, afirmou que os assistentes de Boluarte sugeriram jóias de presente quando se encontraram com ela.
Em 18 de março de 2024, o Ministério Público abriu um inquérito preliminar para investigar Boluarte por alegações de enriquecimento ilícito. A Unidade de Informação Financeira da Superintendência de Bancos e Seguradoras (SBS) afirmou que Boluarte recebeu 1,1 milhões de soles peruanos de contas não identificadas entre 2016 e 2022. Em 29 de março, o jornal La Republica identificou uma pulseira Cartier usada por Boluarte, em ouro de 18 quilates, coberta com 204 diamantes e com um valor estimado em mais de 54 000 dólares. Apesar de Dina Boluarte estar protegida pela sua imunidade presidencial, o partido Peru Livre pediu ao Congresso que aprovasse uma moção de censura contra ela.

## Ideologia política
De acordo com o cientista político Daniel Encinas, Boluarte é descrita como uma "oportunista", observando que embora Boluarte tenha sido eleita vice-presidente em um governo de esquerda, ela se alinhou com figuras de direita no Congresso após sua ascensão à presidência.[carece de fontes?] O sociólogo Carlos Reyna, discutindo a resposta de Boluarte aos protestos, afirmou: "Uma pessoa que dirige, encobre e apoia as forças armadas e policiais para atirar nos corpos de civis desarmados não pode dizer que pertence a uma variante moderada, … Boluarte parece… as piores versões da extrema-direita". Americas Quarterly observa que depois que Boluarte foi expulsa do partido Peru Livre, ela se aliou ao Congresso de direita para obter apoio político em vez dos constituintes que a elegeram, criando um sentimento de traição para os eleitores rurais e indígenas.

## Opinião pública
Em janeiro de 2023, a primeira pesquisa de opinião pública para Boluarte foi coletada pelo Instituto de Estudos Peruanos (IEP). Na enquete, 71% dos entrevistados desaprovaram Bolaurte e 19% a aprovaram, enquanto 80% dos entrevistados discordam de Boluarte assumindo a presidência.

## Vida pessoal
Boluarte fala espanhol e quíchua. Durante as eleições gerais peruanas de 2021, ela fez parte do Peru Livre, um partido marxista; depois de ser expulsa do partido em 2022, ela adotou opiniões mais moderadas e nomeou figuras liberais em seu gabinete.